# Czornohuzy
Czornohuzy (ukr. Чорногузи) – wieś na Ukrainie, w obwodzie czerniowieckim, w rejonie wyżnickim, w hromadzie Wyżnica. W 2024 liczyła 2950 mieszkańców.
W miejscowości jest przystanek kolejowy Czornohuzy.